# Jurmo strömmen
Jurmo strömmen är ett sund i Brändö kommun på Åland, det förbinder fjärdarna Skiftet i öster och Västerfjärden i väster. Sundet är cirka 4 kilometer långt i nordväst-sydostlig riktning, cirka 1 kilometer brett och 28 meter djupt. Jurmo strömmen skiljer ön Bolmö i norra delen av byn Åva med ön och byn Jurmo. Genom sundet går en officiell 5,5 meter djup farled. Här finns Åva hamn som trafikeras av Ålandstrafikens färjor till Jurmo och till Osnäs (med förbindelse vidare till finska fastlandet).
Mellan sundet och Jurmo fastland finns öarna Tällholm och Gräneholm samt ett antal mindre holmar och skär. I sundets södra del finns ön Fågelholm.